# روبيكوني

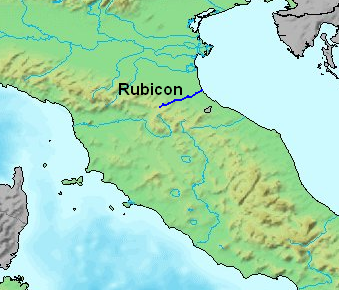
روبيكوني

نهر روبيكوني (Rubicone)، نهر طوله 29 كم طويلة في شمال إيطاليا. النهر ينبع من جبال الأبينيني ويصب في البحر الادرياتيكي جنوب إقليم إميليا رومانيا بين مدينتي ريميني وتشيزينا و قد كان نهر روبيكوني جزءا من الحدود بين إيطاليا الرومانية ومقاطعة الغال الجنوبية واسم روبيكوني مشتق من كلمة لاتينية تعني أحمر نظرا لتكون مياهه بحمرة طبقات الغرين ..